# Кочу, Даниэла
Даниэла Кочу (рум. Daniela Cociu; род. 4 мая 2000, Киркаешты, Каушанский район) — молдавская гребчиха на каноэ, серебряный призёр чемпионата мира 2024 года, двукратный бронзовый призёр чемпионата Европы 2025 года, участница летних Олимпийских игр 2020 и 2024 годов.

## Карьера
Даниэла Кочу в паре Марией Оларашу прошли квалификацию на Олимпийские игры 2020 года, выиграв заплыв на 500 метров в каноэ-двойках на Европейской квалификационной регате по гребле на байдарках и каноэ в Сегеде. На летних Олимпийских играх в Токио в каноэ-двойках молдавская пара заняла седьмое итоговое место.
На Европейских играх 2023 года в Кракове Кочу и Олараша заняли четвертое место на дистанции 500 метров в каноэ-двойках.
Кочу и Оларашу заняли 7-е место на дистанции 500 метров каноэ-двойках на чемпионате мира 2023 года в немецком Дуйсбурге. Данные соревнования являлись отборочным этапом к Олимпийским играм 2024 года. На летних Олимпийских играх в Париже, в августе 2024 года, молдавская пара квалифицировалась в финал А и заняла итоговое седьмое место.
В Самарканде, на чемпионате мира 2024 года, который состоялся сразу же после Олимпийских игр, Даниэла Кочу в паре с Марией Оларашу в каноэ-двойках на дистанции 200 метров завоевали серебряную медаль, первую серьёзную награду в своей карьере.
В 2025 году на чемпионате Европы в Рачице в смешанной четвёрки на дистанции 500 метров завоевала бронзовую медаль. В каноэ-одиночках на дистанции 5000 метров завоевала бронзовую медаль. 